# بريت هدسون
بريت هدسون (بالإنجليزية: Brett Hudson)‏ هو ملحن ومغني ومغن مؤلف وكاتب ومنتج تلفزيوني أمريكي، ولد في 18 يناير 1953 في بورتلاند في الولايات المتحدة.

## وصلات خارجية
- بريت هدسون على موقع IMDb (الإنجليزية)
- بريت هدسون على موقع ميوزك برينز (الإنجليزية)
- بريت هدسون على موقع ديسكوغز (الإنجليزية)